# Leichtathletik-Weltmeisterschaften 2013/Teilnehmer (Dänemark)
| Gelbes Symbol für Goldmedaillen mit stilisierten Olympischen Ringen | Graues Symbol für Silbermedaillen mit stilisierten Olympischen Ringen | Braundes Symbol für Bronzemedaillen mit stilisierten Olympischen Ringen |
| ------------------------------------------------------------------- | --------------------------------------------------------------------- | ----------------------------------------------------------------------- |
| —                                                                   | —                                                                     | —                                                                       |

Der Leichtathletik-Verband Dänemarks stellte bei den Leichtathletik-Weltmeisterschaften 2013 in der russischen Hauptstadt Moskau zwei Teilnehmer.

## Ergebnisse

### Männer

#### Laufdisziplinen
| Athlet                 | Disziplin | Vorlauf | Vorlauf | Halbfinale | Halbfinale | Finale             | Finale             |
| Athlet                 | Disziplin | Zeit    | Platz   | Zeit       | Platz      | Zeit               | Platz              |
| ---------------------- | --------- | ------- | ------- | ---------- | ---------- | ------------------ | ------------------ |
| Nick Ekelund-Arenander | 400 m     | 45,45 s | 18      | 45,89 s    | 18         | nicht qualifiziert | nicht qualifiziert |

#### Sprung/Wurf
| Athletin                 | Disziplin      | Qualifikation | Qualifikation | Finale             | Finale             |
| Athletin                 | Disziplin      | Höhe          | Platz         | Höhe               | Platz              |
| ------------------------ | -------------- | ------------- | ------------- | ------------------ | ------------------ |
| Rasmus Wejnold Jørgensen | Stabhochsprung | 5,25 m        | 31            | nicht qualifiziert | nicht qualifiziert |